# Leptocerus sibuyanus
Leptocerus sibuyanus är en nattsländeart som beskrevs av Malicky 1993. Leptocerus sibuyanus ingår i släktet Leptocerus och familjen långhornssländor. Inga underarter finns listade i Catalogue of Life.